# Aurélie de La Tour d'Auvergne
Pour les autres membres de la famille, voir Maison de La Tour d'Auvergne.
Aurélie de la Tour d'Auvergne, née Aurélie-Marie-Joséphine-Héloïse de Bossi le 14 juillet 1809 à Bourg-en-Bresse, et morte à Florence en juin 1889, est une aristocrate française qui a fait construire le Carmel du Pater Noster à Jérusalem.

## Biographie
Fille de Joseph Aurèle de Bossi et d’Anne Spanzotti, elle épouse en premières noces Eugène Leroux, et, veuve, en secondes noces le 29 octobre 1853 à Gênes le prince César-Maurice de la Tour d'Auvergne d'Apchier. 
Elle part à Jérusalem, en novembre 1856, et réussit à acquérir au bout de dix ans six hectares de terrain au mont des Oliviers. Elle y fait bâtir en 1868 un cloître, sur le modèle du Campo Santo de Pise, sur des plans attribués à Eugène Viollet-le-Duc. Aidée par Charles Simon Clermont-Ganneau, drogman-chancelier du consulat français de Jérusalem depuis 1867, fait faire deux années de fouilles qui permettent de dégager une mosaïque du Ve siècle où sont inscrits en grec les versets des Psaumes 121,8 et 118,20, ainsi que l'épitaphe de Césaire de Heisterbach.
Avec le Père Alphonse Ratisbonne, elle y fonde le Carmel du Pater, un couvent de carmélites contemplatives, en 1872. En 1874, elle partage le terrain entre les Pères blancs et les sœurs carmélites, et offre le monastère à la France. Le texte du Pater Noster traduit en cent-cinquante langues est inscrit sur autant de plaques apposées sur les murs du cloître,. 
Elle meurt à Florence en 1889, et, suivant ses dernières volontés, son corps est transféré et enterré dans le cloître, le 22 décembre 1957, dans un mausolée de marbre blanc, surmonté de son effigie, que Napoléon III avait fait construire. Une urne contenant le cœur du père de la princesse a été placée dans une niche au-dessus du mausolée.

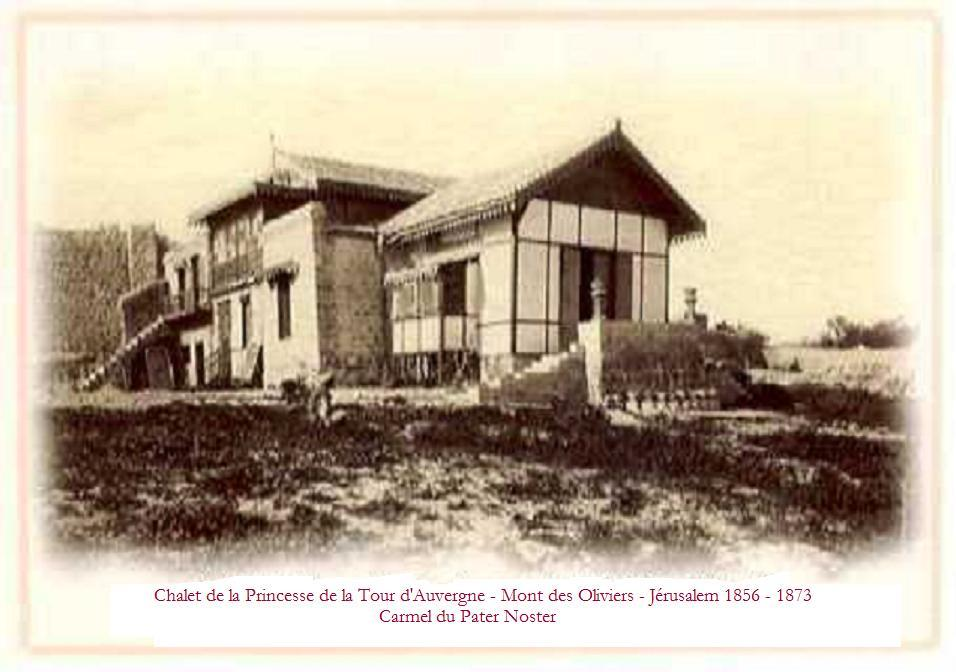
Chalet de la princesse sur le mont des Oliviers.